# Plaatjescilinderslot
Een plaatjescilinderslot is een slotmechanisme dat door middel van een aantal dunne plaatjes voorkomt dat het slot geopend wordt zolang de bijpassende sleutel niet in het slot is gestoken. Het sluitprincipe is hetzelfde als bij een stiftcilinderslot, dat werkt met cilindrische stiften in plaats van plaatjes. Plaatjescilinders zijn minder veilig dan stiftcilinders, omdat er minder variaties mogelijk zijn en de sleutelgatopening groter is, waardoor lockpickers makkelijker bij de plaatjes kunnen komen.
Plaatjescilinders zijn voornamelijk bekend van auto- en meubelsloten, maar worden ook veel gebruikt bij fietssloten, geldkisten en briefkastsloten. Andere types cilindersloten zijn onder andere radiaalsloten, met horizontale sluitpinnetjes, en cilinders met kogeltjes.

## Beschrijving en werking

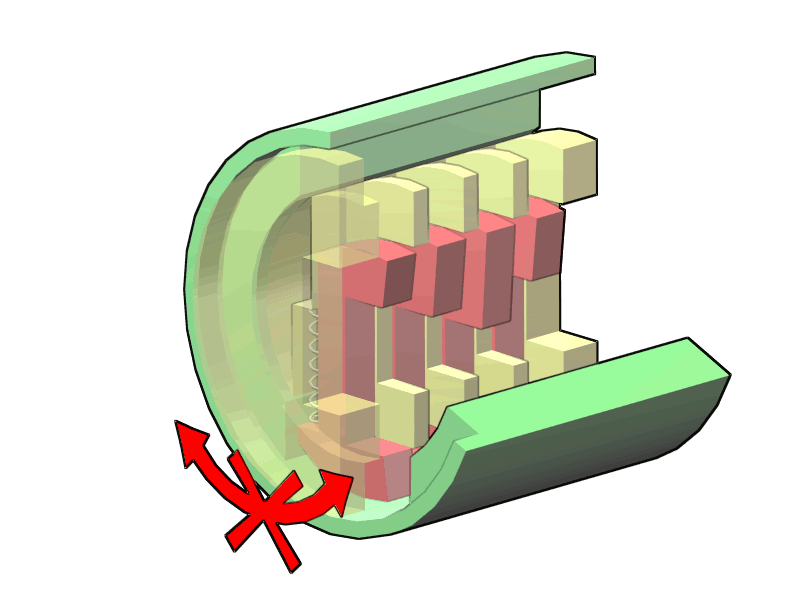
Zonder sleutel worden de plaatjes (rood) omlaaggedrukt in een uitsparing in de behuizing (groen), zodat de cilinder (geel) niet kan draaien.

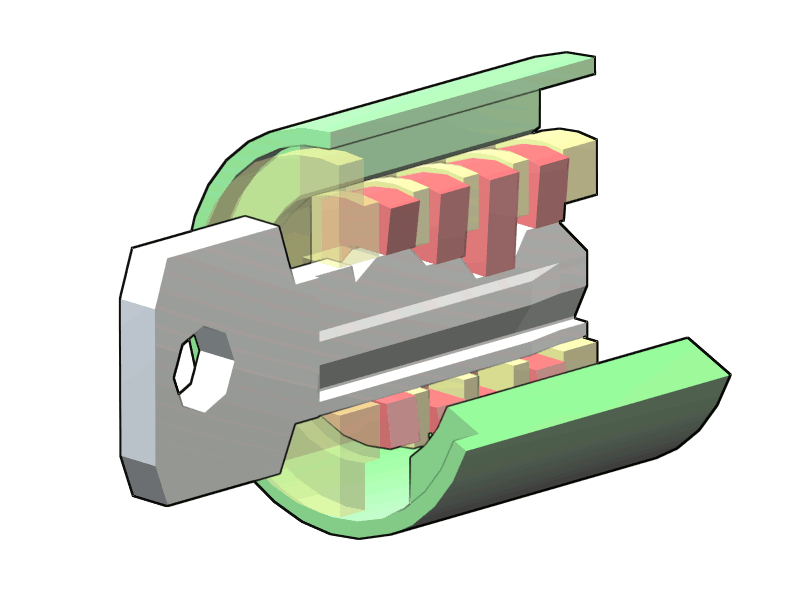
Als de juiste sleutel in het slot wordt gestoken worden de plaatjes (rood) opgetild, maar niet zo ver dat ze in de bovenste uitsparing van de behuizing (groen) vallen.

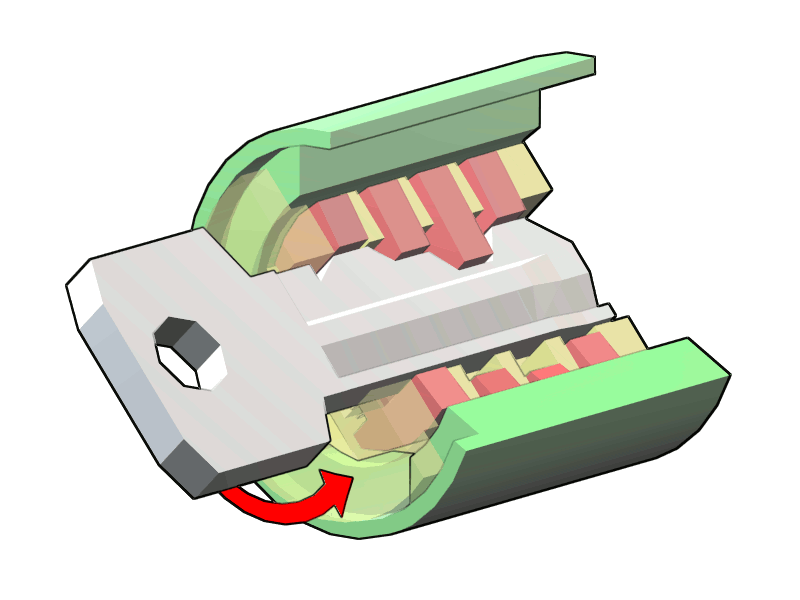
Omdat de plaatjes (rood) nu aan beide zijden gelijk liggen met de cilinder (geel), kan deze draaien in de behuizing (groen).

Elk cilinderslot bestaat uit twee hoofddelen: een behuizing die vastzit aan het af te sluiten object en een cilinder die (met de juiste sleutel) in deze behuizing ronddraait om zo het slot te openen dan wel te sluiten. In de cilinder is over de gehele lengte een profiel gefreesd, waarin een sleutelprofiel met exact dezelfde vorm past; daarom wordt een cilinderslot ook wel profielcilinder genoemd. Achter de profielbaan zit de tuimelaar, waarmee het slot kan worden geopend of gesloten.
In de cilinder zitten een aantal verticale sleuven, waarin zich de plaatjes bevinden, die met spiraalveertjes in de behuizing worden gedrukt. De plaatjes bestaan vrijwel altijd uit messing en hebben een rechthoekige vorm met afgeronde boven- en onderzijden. De boog van de plaatjes is gelijk aan die van de cilinder. Elk plaatje heeft een rechthoekig gat; deze zijn allemaal even breed maar verschillend in hoogte. Als er een sleutel in het slot wordt gestoken, dan schuift deze door de gaten. Enkel bij de sleutel met de juiste vertanding worden de plaatjes precies genoeg opgetild om uit de ondersleuf van de behuizing te worden getild, maar niet zo hoog dat ze in de bovensleuf schuiven. Alleen als alle plaatjes gelijk liggen met beide zijden van de cilinder, kan deze worden rondgedraaid in de behuizing.
Zolang er geen sleutel in het slot zit worden de plaatjes door de veren in de onderste sleuf van de behuizing gedrukt, waardoor de cilinder is geblokkeerd en niet kan draaien. Bij gebruik van een sleutel met de verkeerde vertanding worden de plaatjes te hoog of niet hoog genoeg opgetild en blijft de cilinder geblokkeerd.

## Variaties en toepassingen
Het meest gebruikelijke type plaatjescilinderslot heeft vier of vijf plaatjes en wordt bediend met een sleutel met vertanding aan één zijde. Dit soort slot wordt veel gebruikt in meubilair (kasten, vitrinekasten, bureaus), brievenbussen, geldkistjes en fietssloten. Omdat plaatjescilinders kleiner zijn dan stiftcilinders en dus minder plaats nodig hebben, worden ze ook vaak in afsluitbare raamgrepen, schuifdeurdruksloten en deurgrendels gebruikt.
Bij cilinders met meer dan vijf plaatjes hebben deze vrijwel geen tussenruimte, waardoor de plaatjes het gehele vertandingsprofiel van de sleutel volgen; vergelijkbaar met een profielaftaster. Dit slottype bevat meestal 6 tot 8 plaatjes en wordt vrijwel altijd bediend met een tweezijdig getande sleutel. Bij tweezijdige getande sleutel worden de plaatjes niet allemaal omhoog gedrukt, maar om en om naar boven en naar beneden. Bij dit type slot maakt het niet uit welke kant van de sleutel naar onderen is gericht, terwijl bij een enkelzijdige sleutel het slot alleen kan worden bediend als deze met de vertanding richting de onderkant van de cilinder in het slot wordt gestoken. Plaatjescilindersloten van dit type worden veel gebruikt in autosloten, moderne fietssloten, brievenbussen in appartementencomplexen en sloten van kantoormeubilair.